# La Isabela
Parque Histórico e Arqueológico Nacional de La Isabela é um sítio arqueológico do primeiro assentamento permanente europeu no Novo Mundo, chamado La Isabela, fundado por Cristóvão Colombo em 1494. O nome escolhido foi em homenagem a rainha Isabel I de Castela. O sítio está localizado na província de Puerto Plata, na República Dominicana.

## História
Na primeira viagem ao Novo Mundo, Colombo tentou fundar o primeiro assentamento europeu nas Américas, onde atualmente é o Haiti, com a construção do forte de La Navidad. O forte foi destruído pelo povo Taino, nativos da região.
Na segunda viagem ao Novo Mundo, em 6 de janeiro de 1494, Colombo fundou a Villa la Isabela na margem leste do rio Bajabonico, na costa norte da atual República Dominicana. Este assentamento serviu de base para a exploração de Colombo nas Índias Ocidentais.
Para a construção do novo assentamento, Colombo trouxe aproximadamente 1.500 pessoas, em sua maioria homens, distribuídos em 17 navios; e também gado, sementes, ferramentas e equipamentos. Entre os colonos estavam fidalgos, soldados, agricultores, carpinteiros, construtores, frades franciscanos e pessoas escravizadas da África. Dos colonos espanhóis, a maioria eram da região da Andaluzia.
No inicio da fundação, devido a doenças, exaustão e a fome que se assolou na vila, houve um motim dos colonos, que queriam roubar alguns navios para retornar para a Espanha. A vila também sofreu com conflitos com os Tainos e com dois furacões vindos do Atlântico Norte.
No início de 1498, os colonos abandonaram a vila e fundaram um novo assentamento na costa sul da República Dominicana, onde atualmente se localiza Santo Domingo.

## Características
A vila foi construída em um local estratégico, cercada por água em três lados formando um baluarte natural; e foi construída uma muralha defensiva ao redor da vila; em seu interior foram construídos edificações em pedra com telhados de cerâmica: um armazém real fortificado (alhóndiga), a casa de Cristóvão Colombo, um paiol, uma igreja e uma torre de vigia; a maioria das residências eram cabanas retangulares feitas de madeira, com telhado em palhas de palmeiras, e possuía apenas um cômodo; utilizavam um cemitério nativo existente para enterrar os colonos mortos. Também foi construído um segundo assentamento, chamado Las Coles, a uma distancia de 2 km da vila, que tinha a função de servir de centro de produção de cerâmicas, e para a agricultura e pecuária. As pedras utilizadas para as construções foram extraídas de uma falésia a uma distância de 200 metros da vila, e os telhados em cerâmica foram produzidos em Las Coles.
Atualmente, na vila há os vestígios da torre de vigia, do armazém real, do paiol, da igreja, o cemitério e a casa de Cristóvão Colombo; em Las Coles há vestígios de um forno de cozinhar cerâmicas e restos de tijolos e telhas.

## Turismo
Uma área de 4 hectares do parque está aberto para visitação. No parque, além dos vestígios arqueológicos, há um museu, laboratórios, biblioteca, oficinas de artesanato e outras estruturas de apoio ao visitante.

## Galeria de fotos

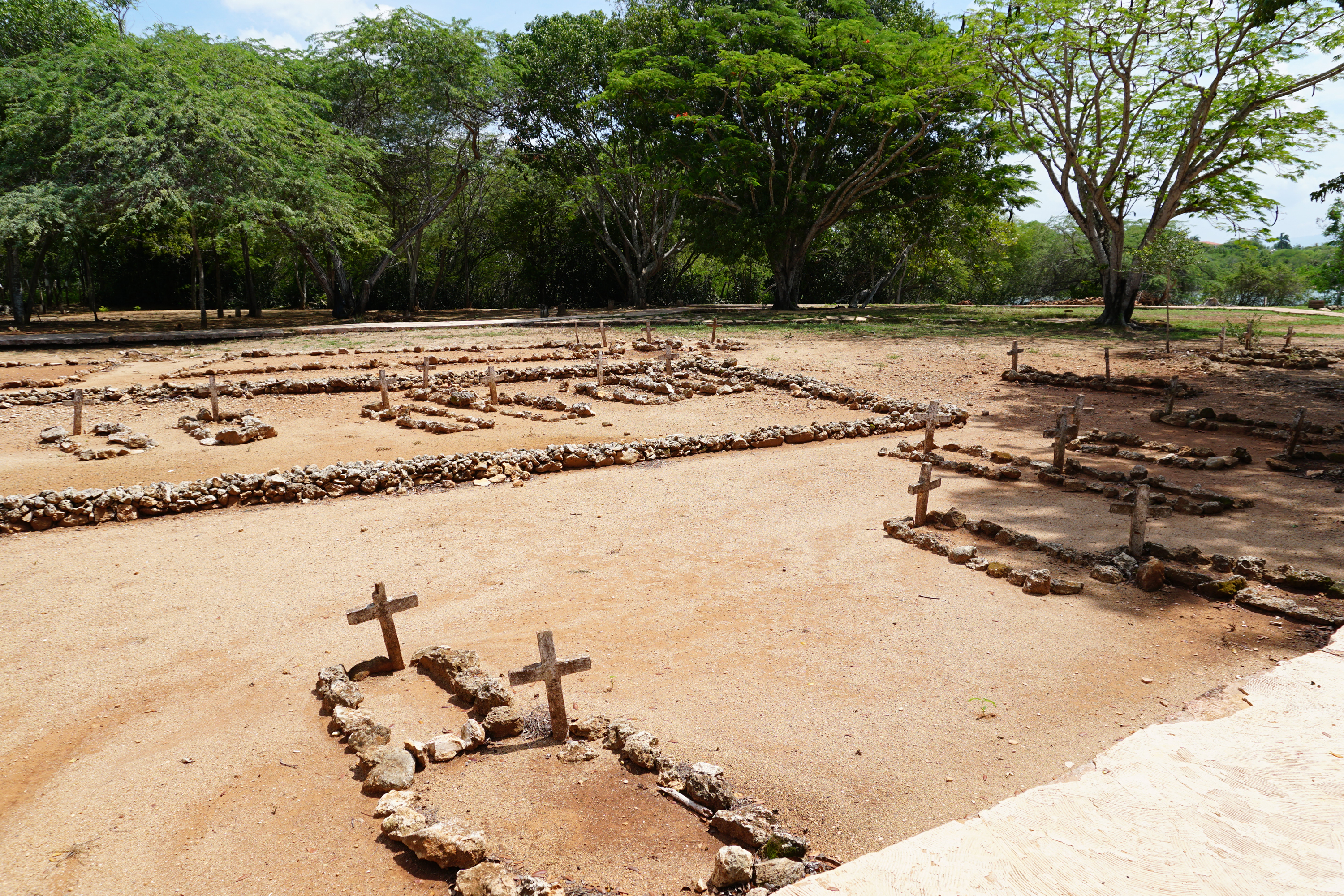
Cemitério
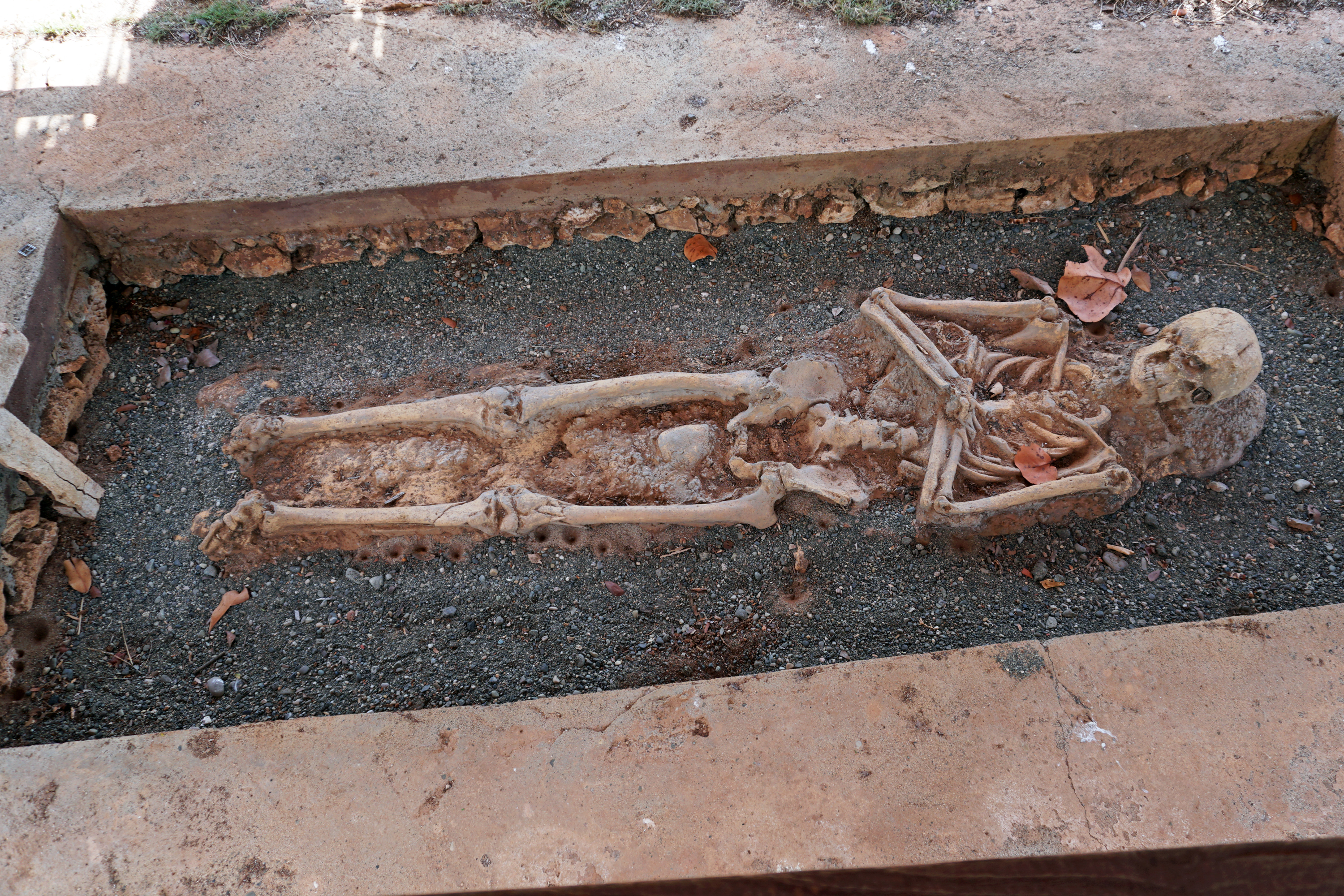
Restos mortais encontrados no cemitério (in situ).
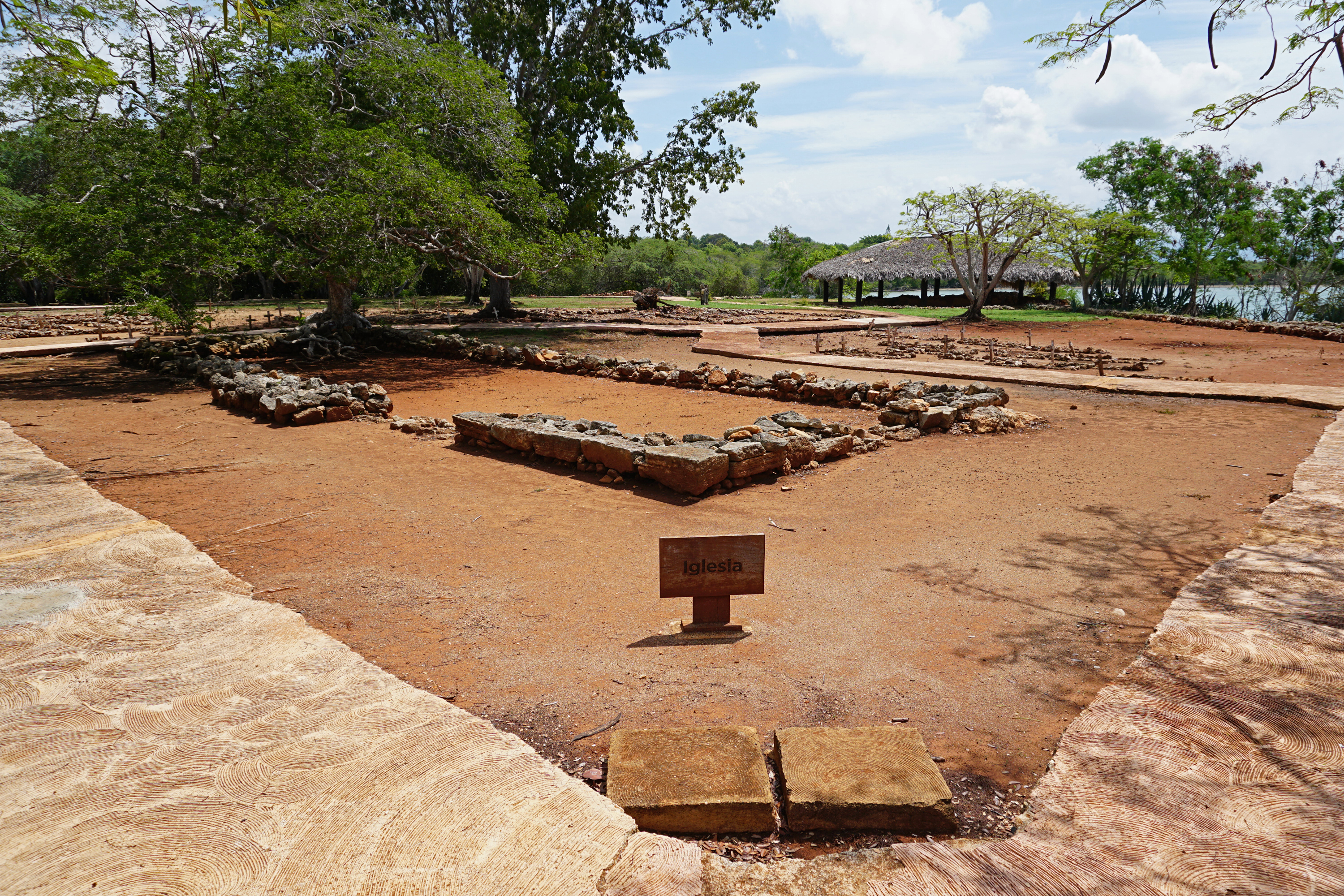
Vestígios da igreja
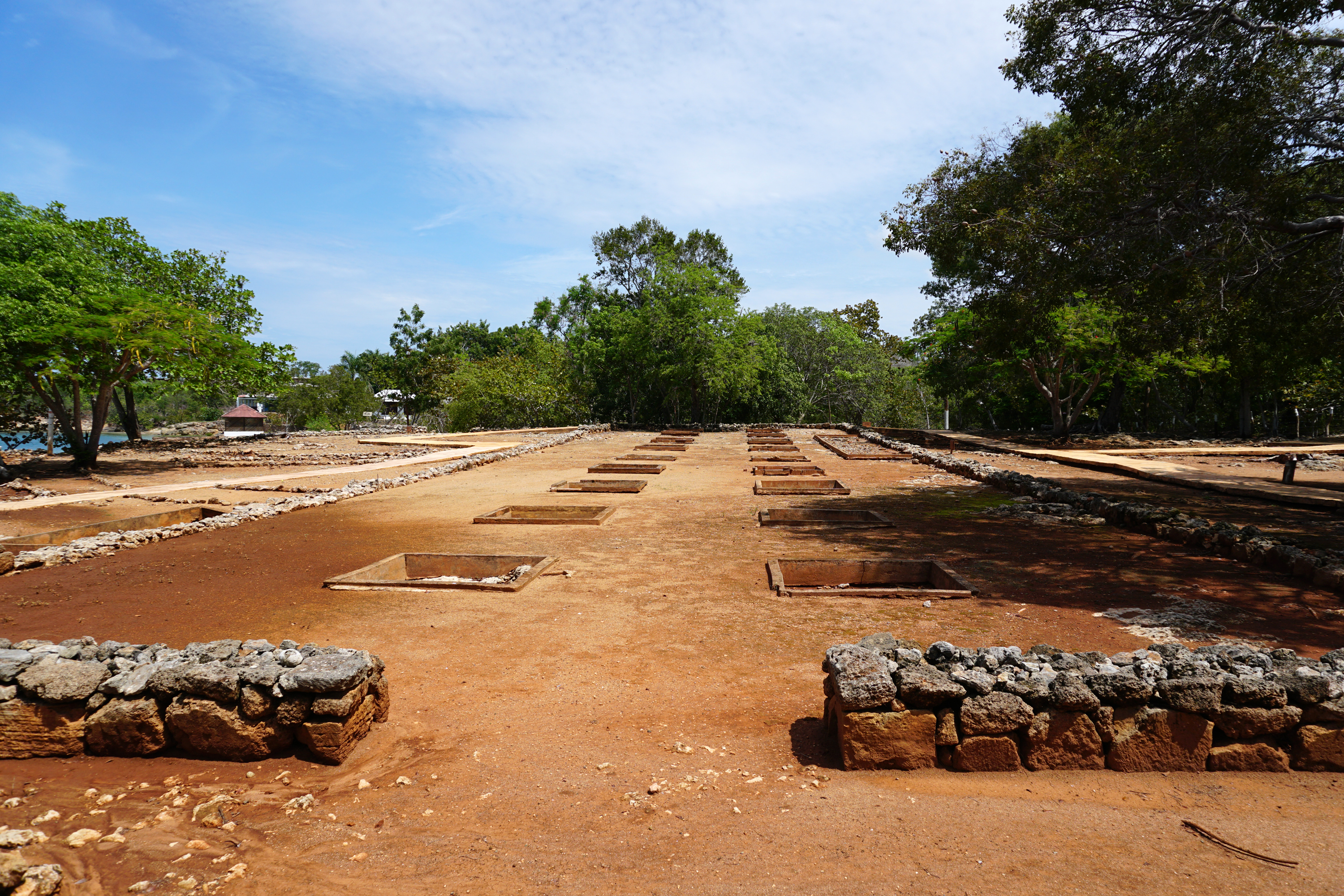
Vestígios do armazém real
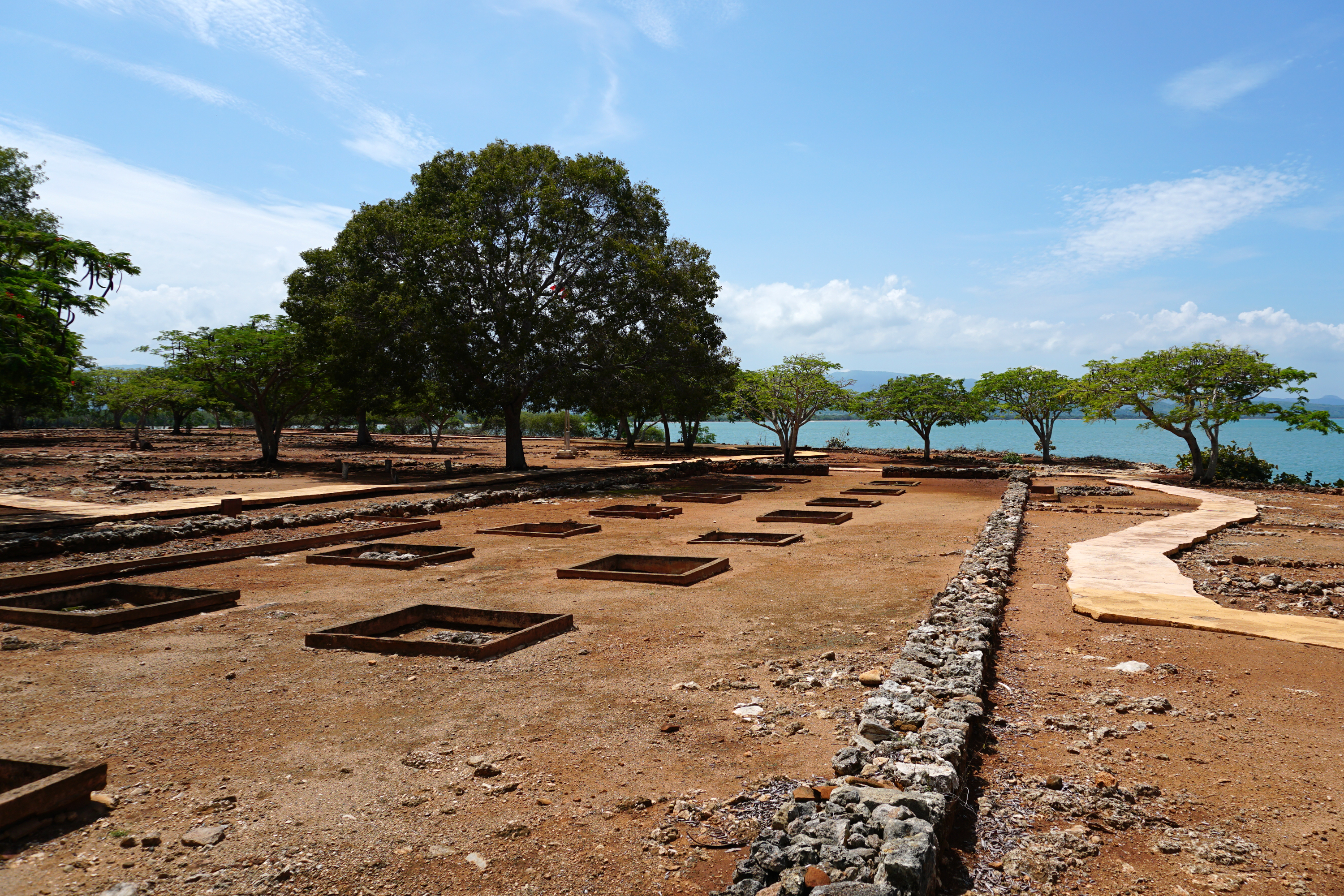
Vestígios do armazém real
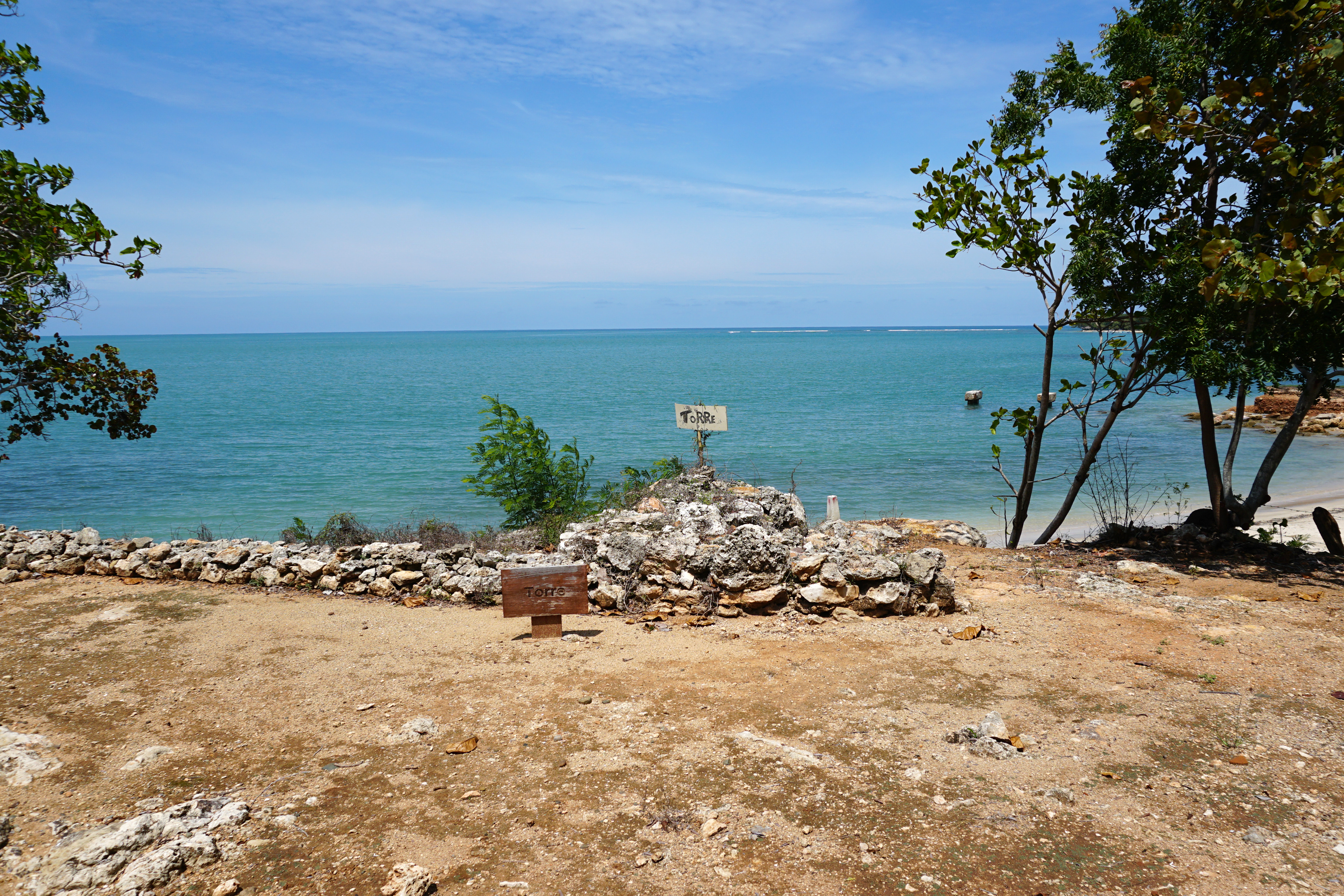
Vestígios da torre de vigia
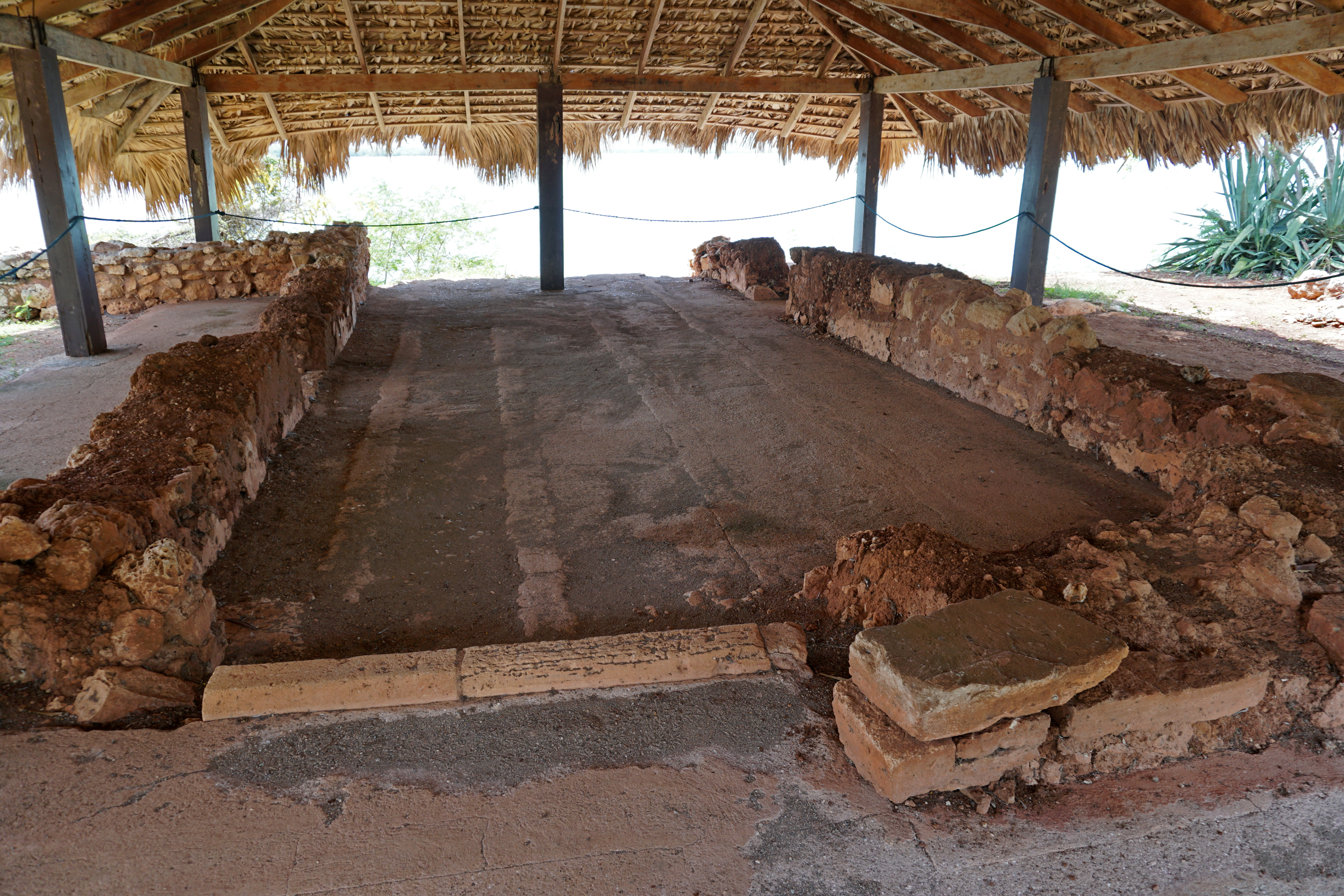
Vestígios da casa de Cristóvão Colombo
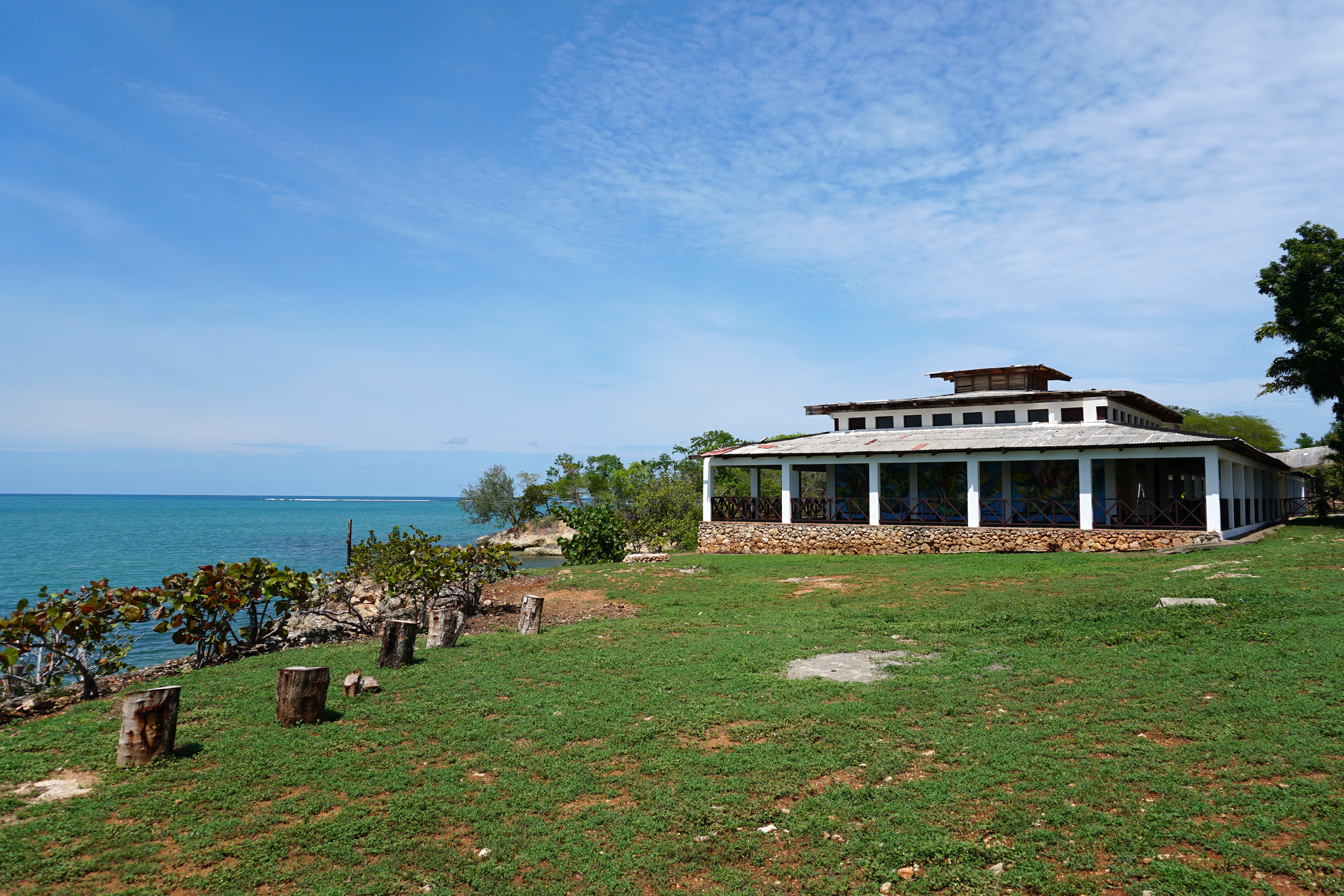
Museu